# Daniel Melgarejo
Óscar Daniel Melgarejo (ur. w 1933) – piłkarz urugwajski, napastnik.
Jako piłkarz klubu Danubio FC wziął udział w turnieju Copa América 1956, gdzie Urugwaj zdobył tytuł mistrza Ameryki Południowej. Melgarejo zagrał w dwóch meczach - z Chile i Brazylią (w 72 minucie zmienił go Héctor Demarco).